# Кујбишевско језеро
Кујбишевско вештачко језеро (рус. Куйбышевское водохранилище, тат. Куйбышев сусаклагычы) је вештачко језеро на средњем току реке Волга у европском делу Русије. Део је такозване каскаде Волга-Кама, и највеће вештачко језеро у Европи. 
Језеро се понекад зове Самарско вештачко језеро (рус. Самарское водохранилище), по оближњем граду Самари, који се некада звао Кујбишев. Име језера до данас није званично мењано. 
Језеро је изграђено у периоду 1950–1955. За изградњу бране је употребљено 162 милиона m³ земље и 7,036 милиона m³ армираног бетона. Брана има висину од 27 до 44,5 метара изнад нивоа Волге. Двадесет турбина хидроцентрале имају снагу од 2315 MW (17 пута по 115 MW и три пута по 120 MW). 
Река Волга протиче кроз језеро, а у њега се још уливају: Кама, Свијага, Казањка, Велики Черемшан. У језеру постоји острво Свијажск. Велики градови уз ово језеро су: Казањ, Уљановск, Тољати и Зеленодолск. 